# Leichtathletik-Weltmeisterschaften 2013/Teilnehmer (Marokko)
| Gelbes Symbol für Goldmedaillen mit stilisierten Olympischen Ringen | Graues Symbol für Silbermedaillen mit stilisierten Olympischen Ringen | Braundes Symbol für Bronzemedaillen mit stilisierten Olympischen Ringen |
| ------------------------------------------------------------------- | --------------------------------------------------------------------- | ----------------------------------------------------------------------- |
| —                                                                   | —                                                                     | —                                                                       |

Der Leichtathletik-Verband Marokkos stellte acht Teilnehmerinnen und dreizehn Teilnehmer bei den Leichtathletik-Weltmeisterschaften 2013 in der russischen Hauptstadt Moskau.

## Ergebnisse

### Männer

#### Laufdisziplinen
| Athlet            | Disziplin       | Vorlauf      | Vorlauf | Halbfinale  | Halbfinale | Finale             | Finale             |
| Athlet            | Disziplin       | Zeit         | Platz   | Zeit        | Platz      | Zeit               | Platz              |
| ----------------- | --------------- | ------------ | ------- | ----------- | ---------- | ------------------ | ------------------ |
| Amine El Manaoui  | 800 m           | 1:47,15 min  | 23      | 1:49,08 min | 17         | nicht qualifiziert | nicht qualifiziert |
| Samir Jamma       | 800 m           | 1:46,94 min  | 20      | 1:46,53 min | 21         | nicht qualifiziert | nicht qualifiziert |
| Abdalaati Iguider | 1500 m          | 3:38,41 min  | 3       | 3:44,36 min | 21         | nicht qualifiziert | nicht qualifiziert |
| Zakaria Mazouzi   | 1500 m          | 3:40,76 min  | 26      | 3:45,54 min | 23         | nicht qualifiziert | nicht qualifiziert |
| Mohamed Moustaoui | 1500 m          | 3:39,20 min  | 16      | 3:36,12 min | 3          | 3:38,08 min        | 9                  |
| Othmane el-Goumri | 5000 m          | 13:31,08 min | 16      |             |            | nicht qualifiziert | nicht qualifiziert |
| Aziz Lahbabi      | 5000 m          | 13:37,75 min | 24      |             |            | nicht qualifiziert | nicht qualifiziert |
| Mohamed Bilal     | Marathon        |              |         |             |            | DNF                | DNF                |
| Hafid Chani       | Marathon        |              |         |             |            | DNF                | DNF                |
| Jaouad Gharib     | Marathon        |              |         |             |            | DNS                | DNS                |
| Jaouad Chemlal    | 300 m Hindernis | 8:36,29 min  | 32      |             |            | nicht qualifiziert | nicht qualifiziert |
| Mohammed Boulama  | 300 m Hindernis | DNF          | DNF     |             |            | –––                | –––                |
| Hamid Ezzine      | 300 m Hindernis | 8:24,35 min  | 13      |             |            | 8:19,53 min        | 19                 |

### Frauen

#### Laufdisziplinen
| Athletin             | Disziplin        | Vorlauf     | Vorlauf | Halbfinale         | Halbfinale         | Finale             | Finale             |
| Athletin             | Disziplin        | Zeit        | Platz   | Zeit               | Platz              | Zeit               | Platz              |
| -------------------- | ---------------- | ----------- | ------- | ------------------ | ------------------ | ------------------ | ------------------ |
| Malika Akkaoui       | 800 m            | 1:59,63 min | 8       | 2:02,29 min        | 16                 | nicht qualifiziert | nicht qualifiziert |
| Halima Hachlaf       | 800 m            | 2:00,04 min | 11      | 2:00,55 min        | 6                  | nicht qualifiziert | nicht qualifiziert |
| Rababe Arafi         | 1500 m           | 4:07,84 min | 8       | 4:09,86 min        | 21                 | nicht qualifiziert | nicht qualifiziert |
| Siham Hilali         | 1500 m           | 4:07,82 min | 7       | 4:05,32 min        | 7                  | 4:09,16 min        | 11                 |
| Btissam Lakhouad     | 1500 m           | 4:09,15 min | 23      | DNF                | DNF                | –––                | –––                |
| Salima Elouali Alami | 3000 m Hindernis | 9:39,95 min | 13      |                    |                    | 10:08,36 min       | 15                 |
| Kaltoum Bouaasayriya | 3000 m Hindernis | DSQ         | DSQ     |                    |                    | –––                | –––                |
| Hayat Lambarki       | 400 m Hürden     | 58,00 s     | 27      | nicht qualifiziert | nicht qualifiziert | nicht qualifiziert | nicht qualifiziert |